# 走行音
走行音（そうこうおん、英語:Traveling toneもしくはnoise of moving car）とは、列車や自動車など地上を移動する乗り物が走行する際に発する音である。音も部品衝突結果のエネルギーであり、少ないほうが効率的な運送につながる。

## 走行音の発生要因
走行音の発生要因として、次のようなものが挙げられる。
- 車輪と車輪接地面の摩擦による音
- 車輪が継ぎ目など段差のある部分を通過するときに発する音
- エンジン・モーターなど動力装置の作動による音
- ブレーキをかけるときに生じる音

## 列車
一般に列車は、走行中に「ガタン、ゴトン」という軽快な音を鳴らす。これはレールに一定間隔で継ぎ目があるためである。この音を「ジョイント音」という。また、吊り掛け駆動方式の電車は駆動時に、VVVFインバータ制御の電車は、インバータの稼働時に独特の音を発する。界磁チョッパ制御車といった抵抗制御、チョッパ制御の電車も、抵抗器の稼動時に、独特の音を発する。

## 自動車
内燃機関の爆発音であるエンジン音が周囲に響く。近年では消音機の改良により改善された。電気自動車やハイブリッドカー（モーターのみでの走行時）ならば、このエンジン音がなくなるためさらに静かになる。しかし、あまり走行音が小さくなると、視覚障害者が自動車の接近に気付きづらくなり危険である（トヨタ・プリウス#評価参照）。

## 自転車
人力のため走行音はほとんどない。駆動系（チェーンなど）の軋みが気になるときは修理が必要。

## 荷車類
人力車、リヤカーといった荷車も、人力のため転がすときごろごろと音が鳴る。積載荷物の重さ、牽引時のスピードによって変わる。